# Staccia
Staccia is een geslacht van wantsen uit de familie van de Reduviidae (Roofwantsen). Het geslacht werd voor het eerst wetenschappelijk beschreven door Carl Stål in 1865.

## Soorten
Het genus bevat de volgende soorten:

- Staccia aspericeps (Miller, 1940)
- Staccia baliensis Miller, 1940
- Staccia decorsei Villiers, 1966
- Staccia deheyni Schouteden, 1951
- Staccia diluta (Stål, 1859)
- Staccia fageli Villiers, 1966
- Staccia inermis Horváth, 1892
- Staccia javanica Reuter, 1887
- Staccia laticollis (Miller, 1940)
- Staccia oubanguiana Villiers, 1948
- Staccia plebeja Stål, 1866
- Staccia vassei Villiers, 1966